# L'appuntamento (film 1977)
L'appuntamento è un film commedia del 1977 diretto da Giuliano Biagetti con Renzo Montagnani e Barbara Bouchet
Il titolo completo del film è Dove, come, quando?... L'appuntamento.

## Trama
Adelmo è un impiegato fiorentino che ha un appuntamento con Adelaide, la più ambita tra le sue colleghe. Inizia così a muoversi in auto dal centro di Firenze per raggiungere la donna. Sul percorso incontra però numerosi ostacoli: un vigile che gli fa una multa, un tamponamento tra due auto, fino ad avere un attacco di colite che lo costringe a cercare una toilette in un albergo dove incontra il suo capo in galante compagnia. Uscito dall'hotel, scopre che gli è stata portata via la macchina con il carro attrezzi; quindi va in una bar per chiamare un taxi, ma nell'attesa incontra un collega che lo porta in casa sua a conoscere la propria famiglia. Inaspettatamente, la moglie del collega inizia a fare delle avances ad Adelmo. Finalmente sul taxi, quest'ultimo incontra una giovane e bella turista straniera, che in realtà è la moglie del console svedese fuggita da casa e che lo metterà ulteriormente nei guai.